# Quinta da Moura

A Quinta da Moura é um pequeno bairro residencial de baixa densidade, iniciado na década de 90 do século XX, constituído por moradias. Conforma o limite sul-ocidental da freguesia de Barcarena, estando localizado a montante da A5, junto à área de serviço de Oeiras, e à margem da ribeira de Barcarena.